# Muzeum Adama Mickiewicza w Nowogródku
Muzeum Adama Mickiewicza w Nowogródku (biał. Дом-музей Адама Міцкевіча ў г. Навагрудку) – muzeum poświęcone twórczości Adama Mickiewicza, mieści się w odbudowanym dworze Mickiewiczów w Nowogródku.

## Historia
Pomysły stworzenia placówki, która uhonorowałaby twórczość poety pojawiły się już w dwudziestoleciu międzywojennym. 16 września 1920 miejscowy rewkom wydał decyzję o stworzeniu muzeum lub biblioteki imienia poety, jednak z powodu natarcia frontu polskiego postanowienie pozostało jedynie na papierze.
W dwudziestoleciu międzywojennym działania na rzecz powołania do życia placówki upamiętniającej życie i twórczość Adama Mickiewicza prowadziły władze samorządowe województwa nowogródzkiego wspomagane przez Komitet Mickiewiczowski. Otwarcie muzeum nastąpiło ostatecznie na krótko przed wojną 11 września 1938 roku. Funkcję jego dyrektora objął Władysław Laroj.
Po aneksji ziemi nowogródzkiej przez ZSRR w 1939 muzeum kontynuowało działalność. 3 grudnia 1940 przeszło pod zwierzchnictwo komisarza ludowego oświaty BSRR. II wojna światowa przyniosła placówce znaczne zniszczenia: w czerwcu 1941 w dom trafiła niemiecka bomba, a w 1945 większość eksponatów związanych z poetą wywieziono do Polski. W setną rocznicę śmierci Mickiewicza 27 listopada 1955 nastąpiło ponowne otwarcie muzeum i ekspozycji.

## Współczesność
W latach 1989–1990 prowadzona była rekonstrukcja rodzinnego dworku Mickiewiczów przez polską firmę Budimex. Poza samym dworkiem odtworzono wówczas oficynę, studnię, altanę i budynki gospodarcze. 12 września 1992 przy pomocy warszawskiego Muzeum Literatury dokonano uroczystego otwarcia nowej wystawy (Muzeum wypożyczyło stronie białoruskiej 152 eksponatów na okres 9 lat).
Aktualna wystawa została otwarta 25 maja 2001 przy pomocy finansowej władz rejonu nowogródzkiego. Dyrektorem placówki jest Mikołaj Hajba (Мікалай Гайба). Corocznie muzeum odwiedza ok. 20 tys. turystów, wycieczki oprowadzane są w języku polskim, rosyjskim, białoruskim, angielskim i niemieckim.

## Dzieje budynku
W 1803 ojciec Adama Mickiewicza Mikołaj zakupił za 50 rubli plac pod budowę domu rodzinnego. Na miejscu znajdowały się już piwnice i podmurówki, ponieważ swój dom miał tu kiedyś burmistrz Nowogródka (posiadłość spłonęła w 1751). Ojcu poety udało się postawić drewniany dom, jednak po pożarze z lat 1806–1807 zdecydowano się na budowę murowanego, co w ówczesnym Nowogródku było sporym osiągnięciem (murowane były wówczas tylko klasztor i kościoły).
Aż do śmierci ojca Mikołaja Mickiewicza rodzina mieszkała w domu, później była jednak zmuszona przenieść się do oficyny. Po śmierci matki (1820) domostwo przejął Franciszek Mickiewicz (brat poety), który mieszkał tu do wybuchu powstania listopadowego. Za udział w walkach majątek został  przez władze carskie skonfiskowany i sprzedany. 
Od tego czasu dom przechodził z rąk do rąk – dwa razy ulegał pożarom (pierwszy raz drewniana oficyna w 1863, dwadzieścia lat później korpus główny). Podczas I wojny światowej i wojny polsko-sowieckiej kwaterowały tu armie niemiecka, polska i bolszewicka.
Przez  okres międzywojenny trwały negocjacje z ówczesnymi właścicielami domu, którzy dopiero w 1937 zgodzili się go odsprzedać na cele muzealne. 11 września 1938 nastąpiło  otwarcie muzeum. W czasie II wojny światowej większość pamiątek przepadła, jednak zachował się model pomnika Mickiewicza dłuta Antoine’a Bourdelle’a odkupiony przez Komitet Mickiewiczowski od żony rzeźbiarza.
W 1955 dom został odbudowany przez władze białoruskie.